# Amadeu Tortajada i Ferrandis
Amadeu Tortajada i Ferrandis (València, 1890 - Madrid, 1965 o 31 de març de 1989) va ser un arxiver i bibliotecari valencià.
Dirigí, entre d'altres, la biblioteca privada d'Alfons XIII. Fou fundador i primer president (1949) de l'Associació Nacional d'Arxivers, Bibliotecaris i Arqueòlegs. S'encarregà d'organitzar la biblioteca general i fou director de les Biblioteques del Consell Superior d'Investigacions Científiques, càrrec que ocupà fins a la seva jubilació, el 1960. També fou el director de l'Instituto Nacional de Bibliografía Nicolás Antonio, encarregant-se de la direcció de la revista d'aquest institut, Bibliografía Hispana. Ha publicat diversos treballs bibliogràfics i ha representat l'Estat espanyol a diversos congressos internacionals de bibliografia. Entre les seves tasques al capdavant de les biblioteques del CSIC s'ocupà de la valoració i adquisició de diferents biblioteques personals, com la del compositor Anselmo González del Valle, que després de diversos tràmits, i amb l'ajuda preferent d'Higini Anglès i Miquel Querol, fou adquirida a través de l'Institut Espanyol de Musicologia per al CSIC. El 1943, després de la mort del poeta i folklorista Francisco Rodríguez Marín (1855-1943), s'ocupà també d'adquirir la seva magnífica biblioteca i arxiu personal procedents del seu llegat.

## Publicacions
- Tortajada Ferrandis, Amadeo. Las bibliotecas en España: su movimiento y estado actual (1939-1949), 1949.
- Tortajada Ferrandis, Amadeo. Las bibliotecas del Consejo: coordinación de sus servicios: objetivos de información bibliográfica y documental, 1950.
- Amaniel, Carmen de (dir.); Tortajada Ferrandis, Amadeo. Materiales de investigación: índice de artículos de revistas. (1939-1949).  Madrid: Consejo Superior de Investigaciones Cientificas, 1952.